# 桜台 (練馬区)
桜台（さくらだい）は、東京都練馬区の町名。現行行政地名は桜台一丁目から六丁目。住居表示実施済み区域である。

## 地理
練馬区の南東部にある。北部は早宮・氷川台、南部は豊玉上、東部は羽沢・栄町、西部は練馬と接する。
地域南部に西武池袋線桜台駅が、地域東部に西武有楽町線新桜台駅がある。
南部の桜台駅を中心とした地域と北部の氷川台に接する地域が商業地域になっており、その他は概ね閑静な住宅地である。北部には高稲荷公園・臨済宗大徳寺派広徳寺などがあり、緑多い一帯となっている。早宮、氷川台との境には石神井川が流れている。

### 地価
住宅地の地価は、2025年（令和7年）1月1日の公示地価によれば、桜台2-24-7の地点で53万1000円/m2、桜台4-14-9の地点で58万1000円/m2、桜台6-23-15の地点で49万7000円/m2となっている。

## 歴史
古くは、武蔵国豊島郡下練馬村。

### 地名の由来
桜台駅の駅名から付けられたもの。

### 沿革
- 1878年（明治11年）11月2日 - 下練馬村の一部となる。
- 1929年（昭和4年）4月1日 - 練馬町の一部となる。
- 1932年（昭和7年）10月1日 - 板橋区練馬南町一丁目から三丁目の一部となる。
- 1936年（昭和11年）7月10日 - 武蔵野鉄道武蔵野線の駅として、練馬南町二丁目3591番地に桜台駅が開業する。
- 1947年（昭和22年）8月1日 - 板橋区から練馬区が分区したことにともない、練馬区練馬南町一丁目から三丁目の一部となる。
- 1949年（昭和24年）1月 - 「練馬」の冠称を廃し、練馬区南町一丁目から三丁目の一部となる[6]。
- 1962年（昭和37年）3月1日 - 地番整理により、南町二丁目を桜台一丁目から三丁目とする[6]。
- 1963年（昭和38年）2月1日 - 住居表示を実施し、桜台四丁目から六丁目が成立する[7]。
  - 8月5日 - 練馬南町郵便局が、練馬桜台二郵便局へ改称する[8]。
- 1987年（昭和62年）11月1日 - 住居表示未実施であった桜台一丁目から三丁目に住居表示が実施され、現行の桜台一丁目から三丁目となる[9]。

### 町名の変遷
| 実施後     | 実施年月日   | 実施前（各町名ともその一部）       |
| ---------- | ------------ | ---------------------------------- |
| 桜台一丁目 | 1962年3月1日 | 南町一丁目、南町二丁目、南町三丁目 |
| 桜台二丁目 | 1962年3月1日 | 南町二丁目                         |
| 桜台三丁目 | 1962年3月1日 | 南町二丁目                         |

| 実施後     | 実施年月日    | 実施前（特記なければ、各町名ともその一部） |
| ---------- | ------------- | ------------------------------------------ |
| 桜台一丁目 | 1987年11月1日 | 桜台一丁目（全域）                         |
| 桜台二丁目 | 1987年11月1日 | 桜台二丁目（全域）                         |
| 桜台三丁目 | 1987年11月1日 | 桜台三丁目                                 |
| 桜台四丁目 | 1963年2月1日  | 南町三丁目、南町四丁目                     |
| 桜台五丁目 | 1963年2月1日  | 南町三丁目                                 |
| 桜台六丁目 | 1963年2月1日  | 桜台三丁目、南町三丁目、南町四丁目         |

## 世帯数と人口
2025年（令和7年）4月1日現在（練馬区発表）の世帯数と人口は以下の通りである。
| 丁目       | 世帯数     | 人口     |
| ---------- | ---------- | -------- |
| 桜台一丁目 | 3,476世帯  | 5,235人  |
| 桜台二丁目 | 2,680世帯  | 4,617人  |
| 桜台三丁目 | 2,657世帯  | 4,824人  |
| 桜台四丁目 | 2,327世帯  | 3,602人  |
| 桜台五丁目 | 2,051世帯  | 3,930人  |
| 桜台六丁目 | 1,807世帯  | 3,619人  |
| 計         | 14,998世帯 | 25,827人 |

### 人口の変遷
国勢調査による人口の推移。
| 年                 | 人口   |
| ------------------ | ------ |
| 1995年（平成7年）  | 23,776 |
| 2000年（平成12年） | 23,560 |
| 2005年（平成17年） | 24,711 |
| 2010年（平成22年） | 24,917 |
| 2015年（平成27年） | 24,724 |
| 2020年（令和2年）  | 26,499 |

### 世帯数の変遷
国勢調査による世帯数の推移。
| 年                 | 世帯数 |
| ------------------ | ------ |
| 1995年（平成7年）  | 11,273 |
| 2000年（平成12年） | 11,739 |
| 2005年（平成17年） | 12,548 |
| 2010年（平成22年） | 13,183 |
| 2015年（平成27年） | 12,902 |
| 2020年（令和2年）  | 14,576 |

## 学区
区立小・中学校に通う場合、学区は以下の通りとなる（2022年7月現在）。
| 丁目       | 番・番地等       | 小学校                 | 中学校                 |
| ---------- | ---------------- | ---------------------- | ---------------------- |
| 桜台一丁目 | 全域             | 練馬区立開進第三小学校 | 練馬区立開進第三中学校 |
| 桜台二丁目 | 全域             | 練馬区立開進第三小学校 | 練馬区立開進第三中学校 |
| 桜台三丁目 | 1〜7番 12〜48番  | 練馬区立開進第三小学校 | 練馬区立開進第三中学校 |
| 桜台三丁目 | 8〜11番          | 練馬区立開進第四小学校 | 練馬区立開進第四中学校 |
| 桜台四丁目 | 全域             | 練馬区立開進第二小学校 | 練馬区立開進第二中学校 |
| 桜台五丁目 | 1〜25番 41〜45番 | 練馬区立開進第二小学校 | 練馬区立開進第二中学校 |
| 桜台五丁目 | 26〜40番         | 練馬区立開進第二小学校 | 練馬区立開進第三中学校 |
| 桜台六丁目 | 全域             | 練馬区立開進第二小学校 | 練馬区立開進第三中学校 |

## 交通
桜台三丁目では氷川台駅（東京メトロ有楽町線）と接しているため氷川台駅が最寄駅になる場合もあるが所在地は氷川台である。

### 鉄道
- 桜台駅（西武池袋線 - 池袋、所沢、飯能方面）
- 新桜台駅（西武有楽町線 - 練馬、小竹向原方面）
  - 小竹向原駅からは新木場方面に東京地下鉄有楽町線、渋谷方面に副都心線、横浜方面に東横線直通乗入れ
  - 練馬駅からは西武池袋線の所沢方面へ直通乗入れ

### 路線バス
- 練馬車庫前停留所（都営バス）
  - 池65系統 - 池袋駅東口行
  - 白61系統 - 新宿駅西口行

- 桜台駅前停留所
  - 池65系統 - 池袋駅東口行、練馬車庫前行（都営バス）
  - 高60系統 - 高円寺駅北口行（関東バス）

- 桜台一丁目停留所、桜台二丁目停留所、開進第三中学校停留所、桜台三丁目停留所（国際興業バス）

- 氷川台駅停留所（国際興業バス）
  - みどりバス氷川台ルート - 練馬北町車庫行、練馬光が丘病院行

### 主要道路
- 東京都道318号環状七号線（環七通り）
- 東京都道439号椎名町上石神井線（千川通り）

## 事業所
2021年（令和3年）現在の経済センサス調査による事業所数と従業員数は以下の通りである。
| 丁目       | 事業所数  | 従業員数 |
| ---------- | --------- | -------- |
| 桜台一丁目 | 195事業所 | 1,077人  |
| 桜台二丁目 | 125事業所 | 719人    |
| 桜台三丁目 | 94事業所  | 1,235人  |
| 桜台四丁目 | 118事業所 | 538人    |
| 桜台五丁目 | 65事業所  | 359人    |
| 桜台六丁目 | 53事業所  | 230人    |
| 計         | 650事業所 | 4,158人  |

### 事業者数の変遷
経済センサスによる事業所数の推移。
| 年                 | 事業者数 |
| ------------------ | -------- |
| 2016年（平成28年） | 569      |
| 2021年（令和3年）  | 650      |

### 従業員数の変遷
経済センサスによる従業員数の推移。
| 年                 | 従業員数 |
| ------------------ | -------- |
| 2016年（平成28年） | 3,785    |
| 2021年（令和3年）  | 4,158    |

## 施設

### 桜台一丁目
- 桜台駅（西武池袋線）
- 新桜台駅（西武有楽町線）
- 練馬区役所桜台出張所
- みずほ銀行桜台支店
- 西友桜台店
- コープとうきょう桜台駅前店
- 松屋フーズ桜台
- セブンイレブン桜台店
- SHOP99練馬桜台店
- ラーメン二郎桜台駅前店

### 桜台二丁目
- 練馬区立開進第三小学校
- 練馬区シルバー人材センター練馬事業所
- 練馬桜台二郵便局

### 桜台三丁目
- 練馬区立開進第三中学校
  - 桜台体育館
- 桜台地区区民館
- サミットストア氷川台駅前店
- オリジン弁当氷川台店
- JA東京あおば総合園芸センターふれあいの里
- フィットネスクラブティップネス氷川台店
- 桜台テニスクラブ
- 東京コンドルタクシー氷川台営業所

### 桜台四丁目
- 桜台マタニティクリニック
- 天然温泉 久松湯

### 桜台五丁目
- 練馬区立開進第二小学校
- 練馬区立桜台保育園
- ビクター幼稚園
- 練馬バプテスト教会
- セブンイレブン練馬桜台5丁目店

### 桜台六丁目
- 武蔵野音楽大学付属第一幼稚園
- 広徳寺
- 桂徳禅院
- 高稲荷神社
- 高稲荷公園

## その他

### 日本郵便
- 郵便番号 : 176-0002[3]（集配局 : 練馬郵便局[19]）。